# Antonio Espina
Antonio Espina García (Madrid, 29 de octubre de 1891-Madrid, 15 de febrero de 1972) fue un escritor —poeta, narrador y ensayista— y periodista español, de significación inicialmente vanguardista. De ideología republicana de izquierdas, ocasionalmente desempeñó cargos políticos durante la Segunda República Española. Cronológicamente pertenece a la llamada generación del 27, aunque él rechazó esa adscripción, por lo que ha sido incluido entre los escritores del novecentismo.

## Biografía
Hijo del pintor y grabador Juan Espina y Capo, cursó la enseñanza media en el Instituto de San Isidro de Madrid. Entró en la Facultad de Medicina por tradición familiar (nieto y sobrino de médicos y académicos), pero dejó la carrera cuando estaba en cuarto curso. Tras hacer el servicio militar en África, se dedicó a la literatura y el periodismo. Fue redactor de Vida Nueva y Heraldo de Madrid y en los diarios de Nicolás María de Urgoiti El Sol,  Crisol y Luz. Espina fue un temprano autor polifacético que practicó la novela, la poesía y la crítica literaria y de arte. Escribió además biografías y se mostró amante de las vanguardias estéticas, frecuentando la tertulia del Café Pombo en torno a Ramón Gómez de la Serna. Sus obras no siempre fueron bien recibidas por la crítica, pese a que Juan Ramón Jiménez (en sus Españoles de tres mundos) y otros autores llegarían a adularle; le perjudicó, al parecer, su independencia y resolución de no ser encasillado ni que se le adscribiera a corriente alguna; se relacionó, sin embargo, con autores como Mauricio Bacarisse y Juan José Domenchina, cercanos a veces al ultraísmo, al creacionismo y al surrealismo, aunque sin llegar a adherirse a ninguna de estas escuelas.
En la década de los veinte escribió varios artículos contra Miguel Primo de Rivera y apoyó la postura contestataria de Miguel de Unamuno. Viajó por Francia, Portugal y Marruecos. Colaboró en las revistas España, La Pluma y se ganó el mérito de ser uno de los ensayistas de la Revista de Occidente, y tertulianos habitual de las reuniones de Ortega con sus admiradores. Como crítico de arte, colaboró también en La Gaceta Literaria desde su fundación en 1927, aunque acabó rompiendo con la publicación a partir de 1929 a causa de las discrepancias ideológicas con su director, Ernesto Giménez Caballero, cuyas simpatías por el fascismo rechazó abiertamente. Dirigió con José Díaz Fernández y Adolfo Salazar (que más tarde sería sustituido por Joaquín Arderíus) la revista de izquierdas Nueva España, aparecida el 30 de enero de 1930, nada más producirse la caída de la dictadura de Primo de Rivera, hasta su desaparición en 1931. En 1934 publicó la colección de ensayos El nuevo diantre. Escribió además las biografías del bandolero Luis Candelas y el famoso actor decimonónico Julián Romea, y después de la guerra las de Baldomero Espartero, Antonio Cánovas, Francisco de Quevedo, Ángel Ganivet. También compuso una antología de oradores decimonónicos españoles. Entre sus ensayos se han destacado El alma Garibay, publicado en Renuevos de Cruz y Raya de José Bergamín y El genio cómico. Con carácter póstumo se editará su libro Las tertulias de Madrid.
En 1933 fue denunciado por el cónsul alemán cuando publicó en El Liberal de Bilbao el artículo «El caso Hitler», con el argumento de que vertía injurias contra un jefe de Estado. Por esa razón fue procesado y condenado a un mes y un día, que cumplió en la prisión bilbaína de Larrinaga. Fue defendido por el prestigioso jurista Felipe Sánchez-Román y su reclusión levantó las protestas del doctor Marañón, Pío Baroja, Ortega, Juan Ramón Jiménez y otros escritores e intelectuales, que firmaron un manifiesto redactado por Azorín. El triunfo de la segunda República le había animado a participar más intensamente en política y militó en el partido de Manuel Azaña, Izquierda Republicana; fue gobernador civil de Ávila y más tarde se trasladó con el mismo cargo a Baleares, pocas semanas antes del levantamiento del 18 de julio de 1936. En Ávila le había sustituido el también periodista y escritor Manuel Ciges Aparicio, fusilado al poco tiempo. Espina fue apresado y encarcelado en Palma; a mediados de 1937 se intenta cortar las venas para escapar de su penosa situación; el juez alegó enajenación mental y ordenó su ingreso en el psiquiátrico provincial, donde permaneció hasta 1939, concluida ya la guerra civil; fue condenado a muerte y conmutada su pena.
Hacia 1944 se le documenta en Madrid frecuentando el Instituto Británico, donde ha simpatizado con su director Walter Starkie del que luego será traductor de algunas obras. También asiste, a partir de 1945, a la tertulia de la Revista de Occidente, donde se reencuentra con sus amigos Fernando Vela y Valentín Andrés Álvarez. En 1946, tras algunos intentos furtivos fallidos, consigue salir clandestinamente de España con la ayuda de unos contrabandistas. En París toma contacto con la organización del exilio republicano y colabora en La Nouvelle Espagne; comienza a escribir para la prensa mexicana gracias a la ayuda del antiguo secretario de Azaña, Santos Martínez Saura. Termina exiliado en México con su familia a fines de 1948; allí colaboró en las revistas literarias del exilio republicano: Realidad/Revista de ideas, Las Españas, Los Sesenta, Cabalgata, Comunidad Ibérica y La Novela Española. Fue nombrado secretario de literatura del Ateneo Español de México.
Vuelto a España en 1953, trabaja para la Editorial Aguilar, como otros intelectuales y periodistas republicanos depurados, elaborando biografías de personajes célebres destinadas a un público juvenil, y componiendo la autobiografía dieciochesca Vida de Diego Torres y Villarroel. En esta editorial publicó además El cuarto poder. Cien años de periodismo español (1960). Su amistad con Luis Calvo, le permitió colaborar asimismo en ABC, bajo el seudónimo de «Simón de Atocha» –aunque terminarían prescindiendo de él–, y en la segunda época de la Revista de Occidente. En esos años se une a la tertulia que reúne en el Café Lion (junto a Cibeles), a otros regresados del exilio como Francisco Ayala o José Bergamín. En mayo de 1968, tuvo que presentarse ante el Tribunal de Orden Público, denunciado por Gregorio Marañón Moya, hijo del médico afecto al franquismo, por publicar artículos contra la dictadura española en periódicos hispanoamericanos, sin que se le llegase a procesar.
Falleció en Madrid el 15 de febrero de 1972 y fue enterrado en el Cementerio Civil.

## Obra y temas

### Poesía
Entre sus obras de poesía destacan Umbrales (1918) y Signario (1923), de temática introspectiva. Los poemas de Espina están escritos con levedad y gracia, habiendo sido comparados con los estilos de José Moreno Villa y Ramón Gómez de la Serna, autores con quienes mantuvo cierta afinidad.

### Prosa
La interpretación habitual de la prosa novelística de Espina ha venido haciéndose con criterios empleados para el estudio de la narrativa decimonónica. Tales criterios no son los adecuados para acercarse a libros que se organizan en unidades narrativas cuyo descifrado reclama la operatividad de un lector no limitado a la recepción pasiva del texto. Su estilo narrativo se ha definido como violento y atrevido.
José Ortega y Gasset, pensando en la poesía y en la prosa de los años veinte, habló de un álgebra superior de las metáforas. Ciertamente las imágenes rigen la prosa de Espina, cargada de una intención que no se limita al estilo sino que, muy al contrario, alcanza a la sociedad de su tiempo; Espina escribe contra la chabacanería y la vulgaridad. En estas ficciones hay una mezcla muy propia del momento vanguardista, notándose el predominio de la inteligencia y la preferencia por la imagen poética.
También abordó temas populares, como la biografía del bandolero madrileño Luis Candelas, el Robin Hood español, peleón pero sin delitos de sangre, que trataba a sus víctimas con cortesía, y murió ejecutado por garrote vil.